# Pelluhue
Pelluhue este un târg și comună din provincia Cauquenes, regiunea Maule, Chile, cu o populație de 6.620 locuitori (2012) și o suprafață de 371,4 km2.